# Baby Blue (film)
Baby Blue is een Nederlandse thriller uit 2001 van Theo van Gogh naar een scenario van Tomas Ross.

## Story
Baby Blue vertelt het verhaal van het schijnbaar gelukkige echtpaar Peter en Marjan de Wilde (Roeland Fernhout en Nienke Römer). Zij is stewardess en hij rommelt wat aan in verschillende baantjes. Wanneer ze nieuwe overburen krijgen, komt Peter erachter dat het echtpaar eenzelfde leven leidt als zij. Bij de buren is het echter de man, Ron Wood (Oliver Cotton), die de hele wereld afreist en de vrouw, Laura Wood (Susan Vidler), die de hele dag verveeld thuis zit. De thuisblijvers kunnen al snel genoeg niet van elkaar afblijven en wat begon als een goede vriendschap ontaardt in een heftige seksuele relatie.
Laura blijkt zich zelfs zo aangetrokken te voelen tot Peter dat ze met de noorderzon met hem wil vertrekken. Peter twijfelt en stuit toevallig op enkele gegevens waardoor zijn minnares plotseling in een compleet ander daglicht komt te staan. Wanneer hij verder gaat 'graven' verandert zijn leven in een nachtmerrie. De geheimen die naar boven komen, hadden beter in de doofpot kunnen blijven zitten.

## Hoofdrolspelers
- Roeland Fernhout
- Nienke Römer
- Susan Vidler
- Oliver Cotton
- Renée Fokker
- Najib Amhali
- Jack Wouterse
- Eric van Sauers
- Maarten Wansink
- Marijke Veugelers
- Mick Mulder

## Trivia
- De film werd hoofdzakelijk in Ouderkerk aan de Amstel opgenomen.
- De film werd gedeeltelijk op Curaçao opgenomen. Dagelijks werden filmrollen naar Nederland verstuurd. Enkele sleutelscènes ging verloren toen onbekenden de rollen bleken te hebben vervangen door een zending cocaïne. De filmblikken kwamen wel aan maar in plaats van celluloid zat er cocaïne in de blikken. Ondanks een uitgeloofde beloning werden de filmrollen nooit teruggevonden en de betreffende scènes werden op Ibiza opnieuw gedraaid. Van Gogh sprak over een artistieke catastrofe.